# Сумченко, Спартак Валерьевич
Спартак Валерьевич Сумченко (род. 16 мая 1973) — российский актер театра и кино.

## Биография
Родился в Москве в семье педагогов. Отец — Сумченко Валерий Евгеньевич — педагог, тренер, один из основателей московского атлетизма. В начале 1990-х годов организовал и вёл секцию атлетизма на Западе Москвы. Помимо этого снялся в эпизодах фильмов Вариант «Зомби» и «Город Зеро». Мать — Сумченко Марина Михайловна — педагог, психолог, преподавала дисциплины спец. курсов в педагогическом колледже, была директором частной школы на Юго-Западе Москвы.
В юности крестился в Храм Живоначальной Троицы на Воробьёвых горах (в православии Сергий).
Учился в школе № 712, откуда в восьмом классе был исключён за плохое поведение и переведён в школу № 61, которую окончил в 1988 г. После школы, следуя примеру родителей, поступил в педагогический колледж № 6, который окончил в 1992 г. и получил диплом учителя начальных классов. Здесь же, в колледже впервые выступил на сцене студенческого театра. В это же время учился в ДМШ № 14 по классу гитары (педагог Гроссман А. Г.), работал дворником и играл в студенческом ВИА (художественный руководитель Коклин Е. С.), работал вожатым в пионерских лагерях, в 1992—1994 преподавал физкультуру в школе № 58. После окончания колледжа ушёл служить в армию, в спецназ ГРУ ГШ (в/ч 51064 город Печоры Псковской области).
По совету бывшего преподавателя искусства речи, актёра Валерия Викторовича Беляева поступил на подготовительные курсы во ВГИК на актёрский факультет. Окончив курсы, был принят в Театральный институт имени Бориса Щукина на курс профессора Иванова В. В., который окончил в 1999 году по специальности актёр драматического театра, кино и эстрады.
После окончания института в 1999—2000 годах работал в Российском академическом молодёжном театре (художественный руководитель Алексей Бородин), в 2000—2002 в Театре им. К. С. Станиславского, где участвовал в спектаклях В. В. Мирзоева.
В 2002—2005 годах — актёр театра имени Вахтангова.
В 2010 году поступил в магистратуру РГГУ, изучал философию и антропологию, проучившись год, бросил. Затем поступил в Литературный институт им. Горького на отделение поэзии, спустя год бросил.
Окончил музыкальную школу по классу гитары. Владеет гитарой и бас-гитарой.
В школьном возрасте занимался дзюдо. В институте занимался карате.

## Личная жизнь
Женат на актрисе Олесе Железняк, у них четверо детей.

## Творчество

### Роли в театре
1999—2000 Российский академический молодёжный театр
- «Капитанская дочка» — солдат
- «Орфей и Эвридика» — директор театра, реж. Дэни (Франция), продюсер Бояков

2000—2001 — Театр им. К. С. Станиславского
- «Двенадцатая ночь» — капитан, реж. В. Мирзоев
- «Укрощение строптивой» — Винченцио, реж. В. Мирзоев
- «Маскарад» — слуга, гость, реж. В. Шамиров

2002—2005 — Театр имени Е. Б. Вахтангова
- «Дядюшкин сон» — Афанасий Матвеевич, реж. В. Иванов
- «Царская охота» — драматург Фонвизин, реж. В. Иванов
- «Чайка» — Медведенко, реж. П. Сафонов
- «Калигула» — Геликон[2], реж. П. Сафонов
- «Али-Баба и сорок разбойников» — Касим

### Антрепризы
- 2003 — грузчик — «Смешанные чувства», реж. Л. Трушкин, Театр Антона Чехова
- 2006 — полковник Пиккеринг — «Пигмалион», реж П. Сафонов, проект «Театральный марафон»
- 2011 — актёр Венсан, продюсер Дюлак, буфетчица, «Орфей и Эвридика», реж. П. Сафонов, «Другой Театр»
- 2015 — 2018 — Генерал, реж. и продюсер Андрей Бутин «Милая моя»
- 2019 — Константин — «Сирена и Виктория», по пьесе Александра Галина «Сирена и Виктория», режиссёр Роберт Манукян, Творческое объединение «ТелеТеатР»

### Роли в кино
- 1997 — Кризис среднего возраста
- 1998 — Чёрная кошка
- 2000 — Витрина
- 2000 — Чёрная комната
- 2000 — Состояние аффекта
- 2000 — Марш Турецкого
- 2000 — Ночные волки
- 2000 — Контрольный выстрел
- 2000 — Ландыш серебристый — бандит
- 2000 — Остановка по требованию — Здоровяк
- 2001 — Остановка по требованию 2 — Лев
- 2001 — Идеальная пара
- 2001 — Магнитная воронка
- 2002 — Кодекс чести — Дмитрий Хохлов («Боцман»), бывший спецназовец
- 2002 — Башмачник
- 2002 — Антикиллер
- 2002 — Дядюшкин сон — Афанасий Матвеевич
- 2003 — Моя родня — Костя
- 2003 — Гости из прошлого
- 2005 — Люба, дети и завод… — Сергей
- 2005 — Ой, мороз, мороз! — Сергей
- 2005 — Мама, не горюй 2 — Дрон
- 2006 — Дикари — Миха-мент
- 2006 — Бункер, или Учёные под землёй — Сергей Александрович Багаев
- 2006 — Дочки-матери
- 2006 — Ералаш (выпуск № 197, сюжет «У тебя получится!»)[4] — папа мальчика
- 2007 — Кто в доме хозяин? — Вантуз
- 2007 — Морская душа — старшина Бакин
- 2007 — Вся такая внезапная
- 2007 — Чужая свадьба
- 2007 — Бальзаковский возраст, или Все мужики сво… 3 — капитан милиции Жегалов
- 2007 — Подкаблучник
- 2007 — Когда мы были молодыми
- 2007 — Когда мы были молодыми 2
- 2007 — Здравствуйте, Дарья Воронина!
- 2008 — Золушка 4×4. Всё начинается с желаний — Мельхиор, сказочный персонаж — Трое из ларца
- 2009 — Солдаты. Дембель неизбежен — капитан Андрей Львович Ранцев, командир 2 роты
- 2010 — На всех широтах — мичман Валерий Егоров, кок
- 2010 — Сыщик Самоваров — Денис убийца, сторож в музее
- 2010 — Любовь в большом городе 2 — одноклассник Олега
- 2011 — Игра — Виталий Круглов («Круглый»), преступник
- 2012 — Детка — Заболотный
- 2016 — Игра. Реванш — Виталий Круглов («Круглый»), беглый зек
- 2023 — Концерт отменяется — Вася
- 2023 — Балабол-7 — Коромыслов
- 2024 — Как друзья Захара женили — Михаил

## Дубляж
- 2016 — Первый Мститель: Противостояние — Т`Чалла (Чедвик Боузман)
- 2018 — Черная пантера — Т`Чалла (Чедвик Боузман)
- 2018 — Мстители: Война Бесконечности — Т`Чалла (Чедвик Боузман)
- 2019 — Мстители: Финал — Т`Чалла (Чедвик Боузман)
- 2021 — Круэлла — Хорас (Пол Уолтер Хаузер)